# Molophilus inimicus
Molophilus inimicus är en tvåvingeart som beskrevs av Alexander 1935. Molophilus inimicus ingår i släktet Molophilus och familjen småharkrankar. Inga underarter finns listade i Catalogue of Life.